# 668
| 668                |
| ------------------ |
| Dødsfald - Fødsler |
|                    |

| Gregoriansk kalender | 668 DCLXVIII            |
| Ab urbe condita      | 1421                    |
| Armensk kalender     | 117 ԹՎ ՃԺԷ              |
| Kinesiske kalender   | 3364 – 3365 丁卯 – 戊辰 |
| Etiopisk kalender    | 660 – 661               |
| Jødisk kalender      | 4428 – 4429             |
| Hindukalendere       |                         |
| - Vikram Samvat      | 723 – 724               |
| - Shaka Samvat       | 590 – 591               |
| - Kali Yuga          | 3769 – 3770             |
| Iransk kalender      | 46 – 47                 |
| Islamisk kalender    | 47 – 48                 |

Se også 668 (tal)

## Begivenheder
- Klodevig 2. efterfølger Klothar 2. som frankisk konge
- Konstantin 4. bliver Byzantinsk kejser.
- Theodor af Tarsus bliver gjort ærkebiskop af Canterbury.
- Goguryeo i det sydlige Manchuriet og nordlige Korea bliver væltet af alliancen mellem Tang Kina og Silla hvilket leder til Koreas forening.
- Muslimske styrker erobrer Garamantes

## Dødsfald
- Konstans 2., Byzantinsk kejser